# Gooik-Geraardsbergen-Gooik
La Gooik-Geraardsbergen-Gooik és una cursa ciclista femenina belga que es disputa anualment per les carreteres entre Gooik (Brabant Flamenc) i Geraardsbergen (Flandes Oriental). Creada el 2011, forma part del calendari de la Unió Ciclista Internacional.

## Palmarès
| Any  | Vencedor         | Segon               | Tercer                    |         |
| ---- | ---------------- | ------------------- | ------------------------- | ------- |
| 2011 | Marianne Vos     | Marieke van Wanroij | Amy Pieters               |         |
| 2012 | Liesbet De Vocht | Sharon Laws         | Elisa Longo Borghini      |         |
| 2013 | Emma Johansson   | Maaike Polspoel     | Iris Slappendel           |         |
| 2014 | Marianne Vos     | Emma Johansson      | Elisa Longo Borghini      |         |
| 2015 | Gracie Elvin     | Ellen van Dijk      | Mayuko Hagiwara           |         |
| 2016 | Gracie Elvin     | Lotte Kopecky       | Élise Delzenne            |         |
| 2017 | Marianne Vos     | Ellen van Dijk      | Maria Giulia Confalonieri |         |
| 2018 | Sarah Roy        | Gracie Elvin        | Elisa Balsamo             |         |
| 2019 | suspesa          | suspesa             | suspesa                   | suspesa |